# My Contribution To The Global Warming
Albums de Étienne de Crécy
Beats'n'Cubes Vol.1
(2011) Super Discount 3
(2015)
My Contribution To The Global Warming est une compilation de House d'Étienne de Crécy sorti en 2012 reprenant des titres produits depuis 1992.
C'est une rétrospective en 5 disques de 2 décennies, avec une trentaine de titres inédits.